# Букль-дю-Мухун
Букль-дю-Муху́н (фр. Boucle du Mouhoun [bukl dy mu.un]) — область на северо-западе Буркина-Фасо.
- Административный центр — город Дедугу.
- Площадь — 34 479 км², население — 1 434 847 человек (2006 год).

Название буквально значит «излучина (реки) Мухун». Мухун — местное название верхней части реки Чёрная Вольта.

## География
На северо-востоке граничит с Северной областью, на юго-востоке с Западно-Центральной областью, на юге с Верхними Бассейнами, на северо-западе с Мали.

## Население
Область Букле-ду-Мухун населена преимущественно народностями сенан и бваба, исповедующими ислам.

## Административное деление
Действующий губернатор — Тембай Паскаль Бенон. В административном отношении область подразделяется на 6 провинций:
| № | Провинция | Адм. центр | Население, чел. (2006) |
| - | --------- | ---------- | ---------------------- |
| 1 | Бале      | Боромо     | 213 897                |
| 2 | Банва     | Солензо    | 267 934                |
| 3 | Коси      | Нуна       | 272 223                |
| 4 | Мухун     | Дедугу     | 298 008                |
| 5 | Наяла     | Тома       | 162 869                |
| 6 | Суру      | Туган      | 219 826                |

## Экономика
В области добывают золото, бокситы и алмазы. Большинство населения занято в сельском хозяйстве.